# مايا كريستينا غونزاليس
مايا كريستينا غونزاليس (بالإنجليزية: Maya Christina Gonzalez)‏ هي فنانة أمريكية، ولدت في 1964.